# Linux Professional Institute
El Linux Professional Institute (LPI) o Instituto Profesional Linux es una organización sin ánimo de lucro que otorga certificaciones profesionales de Linux a administradores de sistema, así como a programadores. El instituto aplica los exámenes en casi todos los países del mundo y proporciona una amplia gama de certificaciones LPIC para profesionales.
Es un miembro fundador del Desktop Linux Consortium y es conocido en todo el mundo como la primera organización en impulsar y apoyar el uso de Linux, software de código abierto y software libre.
Se constituye formalmente como una organización sin ánimo de lucro en octubre de 1999, siendo sus fundadores Chuck Mead, Dan York y algunos otros. Su sede se encuentra cerca de Toronto (Ontario, Canadá).

## LPI en España
Desde abril del 2007, se constituye formalmente LPI España (LPI Master Affiliate) para promover la certificación LPI en España.

## Certificaciones LPI o LPIC
Las certificaciones LPI (en inglés, LPI Certification / LPIC) han sido diseñadas para certificar la capacitación de los profesionales de las tecnologías de la información usando el sistema operativo Linux y herramientas asociadas a este sistema. Han sido diseñadas para ser independientes de la distribución y siguiendo la Linux Standard Base y otros estándares relacionados.
El programa LPI se basa en realización de encuestas para establecer un nivel de certificación basado en el puesto de trabajo a desempeñar utilizando para ello procesos de psicometría para garantizar la relevancia y calidad de la certificación.
Los programas de certificación LPI están en revisión; la intención es actualizarlos para así poder acompañar la evolución de las Tecnologías de la Información. Para ello se está en permanente contacto con la industria del sector donde se realizan estudios y evaluaciones para determinar los perfiles idóneos del profesional Linux. Luego de establecer los nuevos objetivos de la certificación, se elaborarán los nuevos exámenes que comenzarán a tener vigencia a partir del 1º de abril de 2009. Más detalles

### Profesional Junior de Linux o LPIC-1
- Estado: disponible actualmente. Primera publicación el 11 de enero de 2000. Ha recibido varias revisiones desde entonces.
- Idioma del test: disponible en inglés y español en papel.
- Prerrequisitos: ninguno.
- Requerimiento: pasar los exámenes 101 y 102.
- Objetivos de la certificación
  - Ser capaz de trabajar en la línea de comandos.
  - Realizar tareas sencillas de mantenimiento como ayudar a usuarios, mantenimiento de usuarios, realización de copias de seguridad y restauraciones, paradas y arranque de sistemas.
  - Instalación y configuración de un equipo de trabajo y su conectividad a la red.

- Objetivos detallados
  - examen 101
  - examen 102  xp

### LPIC-2 o Certificación de Profesional Avanzado de Linux
- Prerrequisitos: Tener la certificación LPIC-1
- Requerimientos: Pasar los exámenes 201 y 202
- Idioma del test: disponible en inglés (y Español en versión papel)
- Objetivos de la certificación 
  - Administración de un site pequeño o mediano
  - Planificación, mantenimiento, securización de una red mixta (MS, Linux) incluyendo: 
    - Servidor de red Samba
    - Pasarela de Internet: firewall, proxy, correo, news.
    - Servidores de Internet: servidores web, FTP.

  - Supervisión de asistentes.
  - Aconsejar en automatización y compras.

Objetivos del examen 201 
Objetivos del examen 202 

### Profesional Senior y especialista de Linux LPIC-3
- Prerrequisitos: Tener la certificación LPIC-2.
- Requerimientos: Pasar cualquiera de los exámenes de nivel 3. Antaño era necesario pasar el 301 (Core) y alguno de los exámenes de especialización 302-306, pero los 301 y 302 fueron suprimidos en 2013 en favor del nuevo LPIC 300.
  - 300. LDAP y Samba4
  - 303. Seguridad.
  - 304. Alta disponibilidad y virtualización.
  - 305. Correo y mensajería (aún no disponible)

## Otras certificaciones
Existen otras certificaciones Linux que se centra en distribuciones particulares, mientras que LPI es independiente de alguna distribución. A continuación citamos algunas:
- Programa de certificación de Red Hat
- Programa de certificación de Novell (antiguamente SUSE)
- Programa de certificación en tecnologías libres de LatinuxORG (http://www.latinux.org) (No está respaldado por ninguna empresa asociada a alguna distribución)